# Marvin Gakpa
Marvin Gakpa, né le 1er novembre 1993 à Dunkerque, est un footballeur français. Il évolue au poste de milieu offensif au Paris 13 Atletico.

## Carrière
Marvin Gakpa découvre le football dans le quartier du Jeu de mail, où il grandit à Dunkerque. Il est licencié à l'AS Dunkerque Sud. Repéré à l'âge de 10 ans, il poursuit à l'USL Dunkerque, le principal club de l'agglomération. Au collège, il intègre le centre sport-études du collège Guilleminot, à Dunkerque. Marvin Gakpa est bientôt convoité par plusieurs clubs. En 2010, il rejoindre le centre de formation du Valenciennes FC, où il signe des contrats aspirant puis stagiaire. 
En 2013, il signe au FC Lorient pour jouer en équipe réserve. Marvin Gakpa y signe son premier contrat professionnel un an plus tard, en octobre 2014. Il joue ses deux premiers matchs de Ligue 1 en janvier 2015 contre Nice et Lille.
Il est prêté une saison à l'AC Ajaccio lors de l'été 2016, afin de gagner du temps de jeu.
Il s'engage avec Quevilly-Rouen le 25 juin 2017. Après une saison remaqruée en Seine-Maritime avec notamment 10 buts inscrits, il rejoint le FC Metz avec un contrat de 3 ans, le 31 mai 2018. Il joue deux ans avec les Grenats avec lesquels il est champion de France de Ligue 2 en 2019. Il y compte 53 apparitions au total, pour 4 buts et 5 passes décisives. 
Le 12 juin 2020, le Paris FC annonce son arrivée dans la capitale pour trois ans. Un an plus tard, le 7 septembre 2021, il quitte Paris pour la Turquie et signe un contrat de 3 ans avec le club de Manisa FK. 
Après trois saisons en Turquie et une au Qatar, il rentre en France en 2025 et signe au Paris 13 Atletico, en championnat National.

## Statistiques
| Saison                | Club                  | Championnat           | Championnat | Championnat | Coupe nationale | Coupe nationale | Coupe de la Ligue | Coupe de la Ligue | Total | Total |
| Saison                | Club                  | Division              | M.          | B.          | M.              | B.              | M.                | B.                | M.    | B.    |
| 2014-2015             | FC Lorient            | Ligue 1               | 2           | 0           | -               | -               | -                 | -                 | 2     | 0     |
| 2015-2016             | FC Lorient            | Ligue 1               | 3           | 0           | -               | -               | 1                 | 1                 | 4     | 1     |
| Sous-total            | Sous-total            | Sous-total            | 5           | 0           | 0               | 0               | 1                 | 1                 | 6     | 1     |
| 2016-2017             | AC Ajaccio (prêt)     | Ligue 2               | 31          | 3           | 3               | 0               | -                 | -                 | 34    | 3     |
| Sous-total            | Sous-total            | Sous-total            | 31          | 3           | 3               | 0               | 0                 | 0                 | 34    | 3     |
| 2017-2018             | US Quevilly-Rouen     | Ligue 2               | 36          | 9           | 1               | 1               | -                 | -                 | 37    | 10    |
| Sous-total            | Sous-total            | Sous-total            | 36          | 9           | 1               | 1               | 0                 | 0                 | 37    | 10    |
| 2018-2019             | FC Metz               | Ligue 2               | 32          | 2           | 5               | 2               | 3                 | 0                 | 40    | 4     |
| 2019-2020             | FC Metz               | Ligue 1               | 14          | 0           | 1               | 0               | 1                 | 0                 | 16    | 0     |
| Sous-total            | Sous-total            | Sous-total            | 46          | 2           | 6               | 2               | 4                 | 0                 | 56    | 4     |
| 2020-2021             | Paris FC              | Ligue 2               | 27          | 2           | 2               | 0               | -                 | -                 | 29    | 2     |
| Sous-total            | Sous-total            | Sous-total            | 27          | 2           | 2               | 0               | -                 | -                 | 29    | 2     |
| 2021-2022             | Manisa FK             | TFF First League      | 0           | 0           | 0               | 0               | -                 | -                 | 0     | 0     |
| Sous-total            | Sous-total            | Sous-total            | 0           | 0           | 0               |                 | -                 | -                 | 0     | 0     |
| Total sur la carrière | Total sur la carrière | Total sur la carrière | 145         | 16          | 12              | 3               | 5                 | 1                 | 162   | 20    |

## Palmarès
- Champion de France de Ligue 2 en 2019 avec le FC Metz